# 日中交流
日中交流株式会社（NCK） は、東京都内にある旅行会社である。上海国際再生資源貿易大会の協定企業の一つでもある。中連協に加盟している。

## 専門分野
海外旅行と日本国内旅行の両方を取り扱っている日本の旅行業者である。
海外旅行の中でも、主に日本人観光客の中国ツアーと、各種中国ビザの取得の代理業務などを行っている。
また、観光庁が指定した、中華人民共和国国民の訪日観光旅行において「日本側の身元保証人となる招聘保証書」を発行することが出来る旅行会社でもある。

## 業務内容
- 一般航空券と電子航空券の販売
- 中国語と日本語の各種書類の翻訳
- 中国入国ビザの取得と郵送
- ツアー・ガイド[4]

## 場所
所在地は東京都港区である。
アクセス地図

## 参考
1. ↑  中国国際再生資源貿易大会
2. ↑  中華人民共和国国民訪日団体観光旅行
3. ↑  中連協について
4. ↑  NCK日中交流株式会社